# SPIB
SPIB‏ (Spi-B transcription factor) هوَ بروتين يُشَفر بواسطة جين SPIB في الإنسان.